# Ceraleptus gracilicornis
Ceraleptus gracilicornis, auch Schlankfühler-Randwanze genannt, ist eine Wanze aus der Familie der Randwanzen (Coreidae).

## Merkmale
Die Wanzen werden 10,5–12 mm lang. Sie sind bräunlich gefärbt. Der Kopf weist helle Längsstreifen auf. Das erste Fühlerglied ist dunkel und verdickt. Das zweite und dritte Glied ist rot gefärbt, während das vierte Fühlerglied wiederum dunkel gefärbt und keulenförmig ist. Der Halsschild weist an den Seiten eine leichte Einbuchtung auf. Die apikale Spitze des Schildchens ist weiß. Die Membran ist dunkel gefärbt. Der Seitenrand des Hinterleibs (Connexivum) ist schwarz-blassgelb gemustert. Die Beine weisen dunkel gemusterte Femora auf. An den hinteren Femora befinden sich zwei große Dornen. Die blassgelben Tibiae sind auf halber Länge leicht verdunkelt und besitzen eine schwarze apikale Spitze.

## Verbreitung und Lebensraum
Ceraleptus gracilicornis kommt hauptsächlich im Mittelmeerraum vor. Das Verbreitungsgebiet der wärmeliebenden Art reicht im Norden bis nach Mitteleuropa, wo sie an wärmebegünstigten Standorten, beispielsweise im Oberrheingraben in Südwestdeutschland oder im Osten von Österreich (Burgenland, Steiermark, Niederösterreich), vorkommt. Neben Ceraleptus gracilicornis kommt in Mitteleuropa aus der holarktischen Gattung Ceraleptus noch Ceraleptus lividus vor.

## Lebensweise
Die Tiere leben unter verschiedenen Schmetterlingsblütlern (Faboideae), wie etwa Klee (Trifolium), Schneckenklee (Medicago), Platterbsen (Lathyrus) oder Wicken (Vicia). Die überwinternden Imagines erscheinen ab Ende April, die Nymphen findet man von Juni bis August und die adulten Tiere der neuen Generation ab August, die vor der Überwinterung bis in den September oder Oktober aktiv sind. Die Weibchen legen ihre Eier, die an Münzen oder Drops erinnern, in Stapeln ab. Beim Schlüpfen brechen die Nymphen die Eier auf.

## Taxonomie
In der Literatur finden sich folgende Synonyme:
- Arenocoris tibialis Westwood, 1842
- Coreus gracilicornis Herrich-Schäffer, 1835

## Bilder

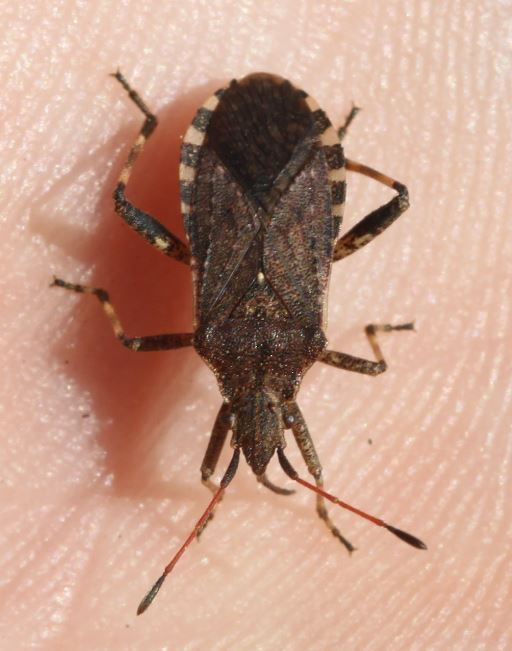
Dorsalansicht
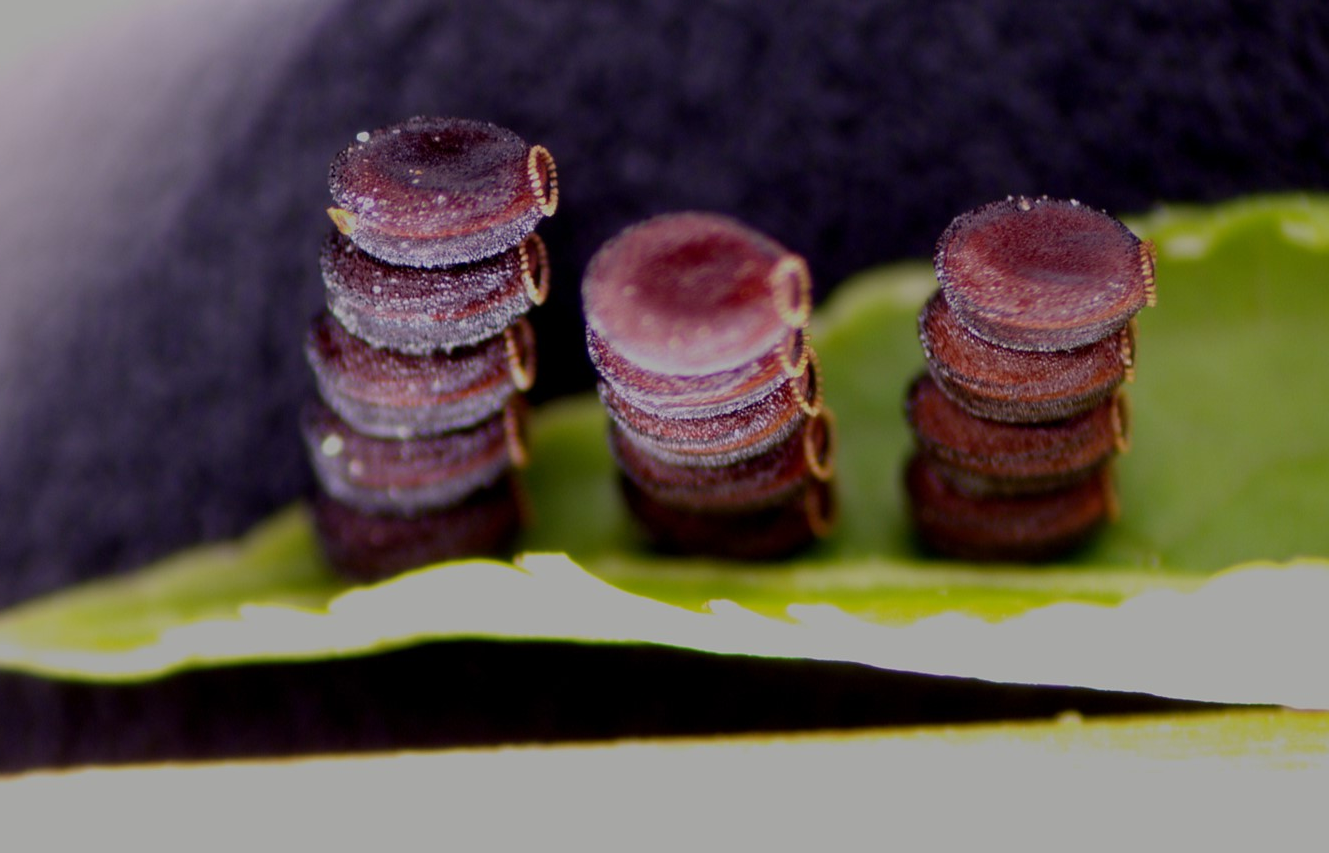
Eigelege
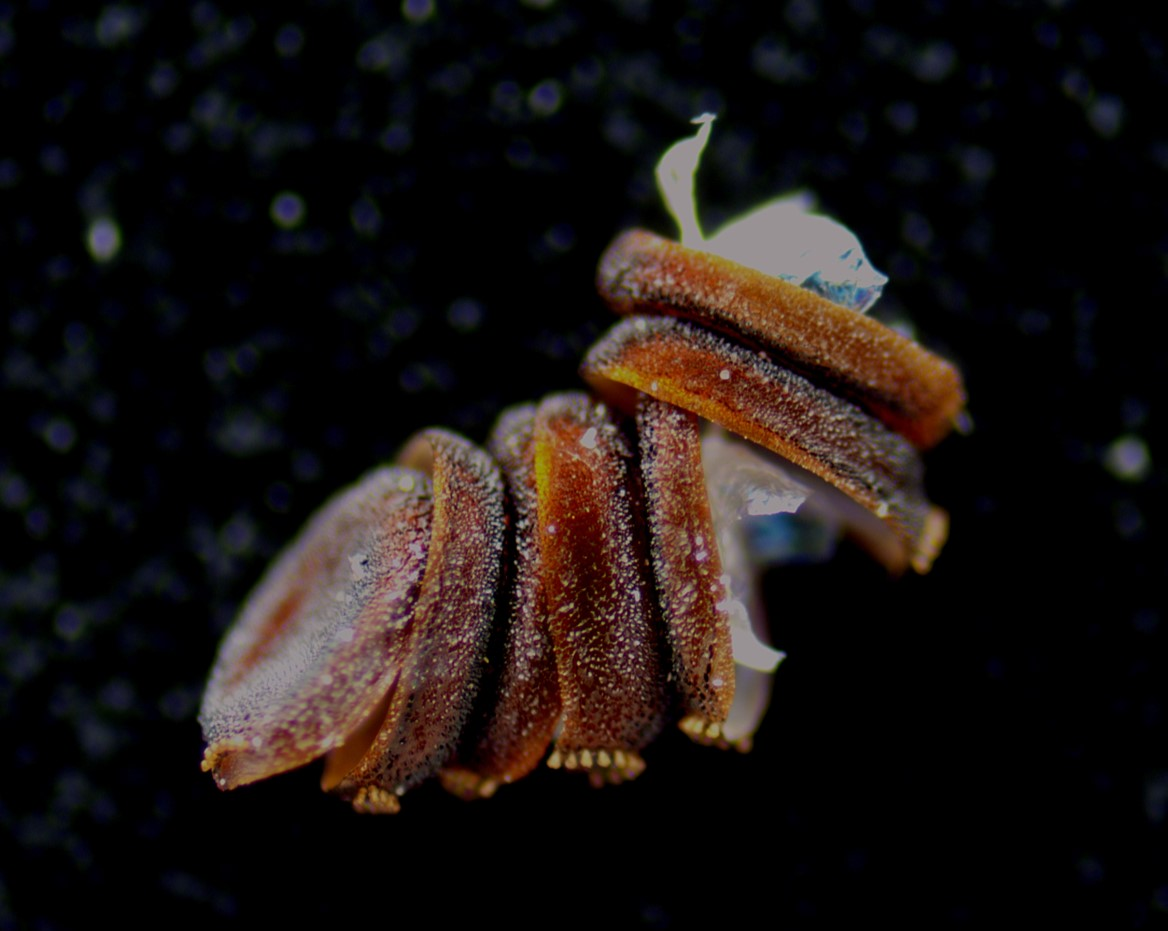
Geöffnete Eier
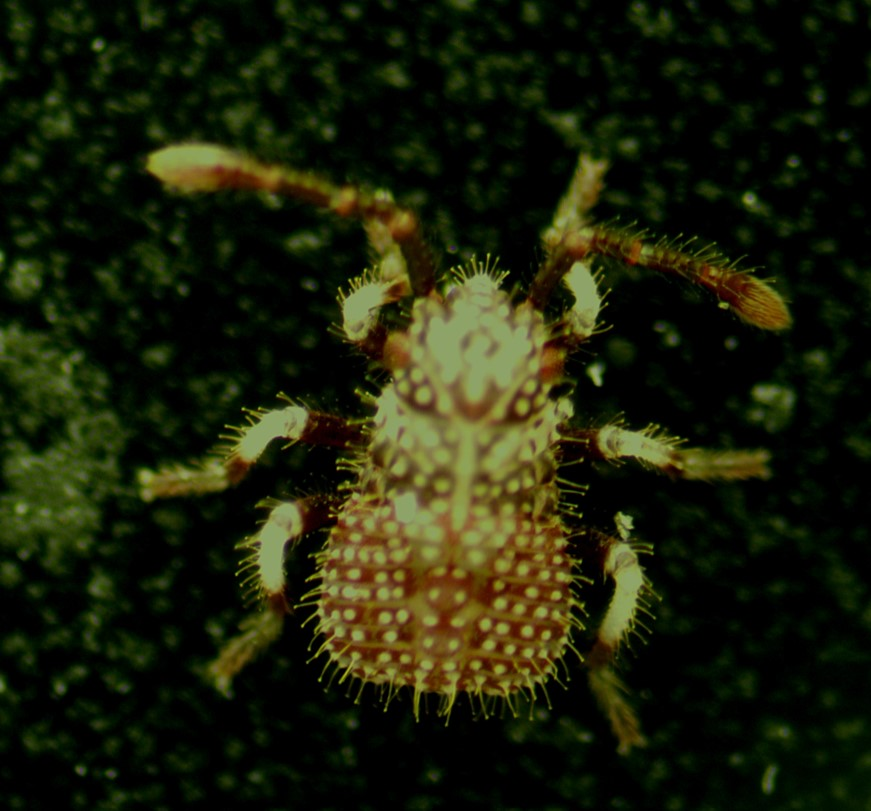
Erstes Nymphenstadium
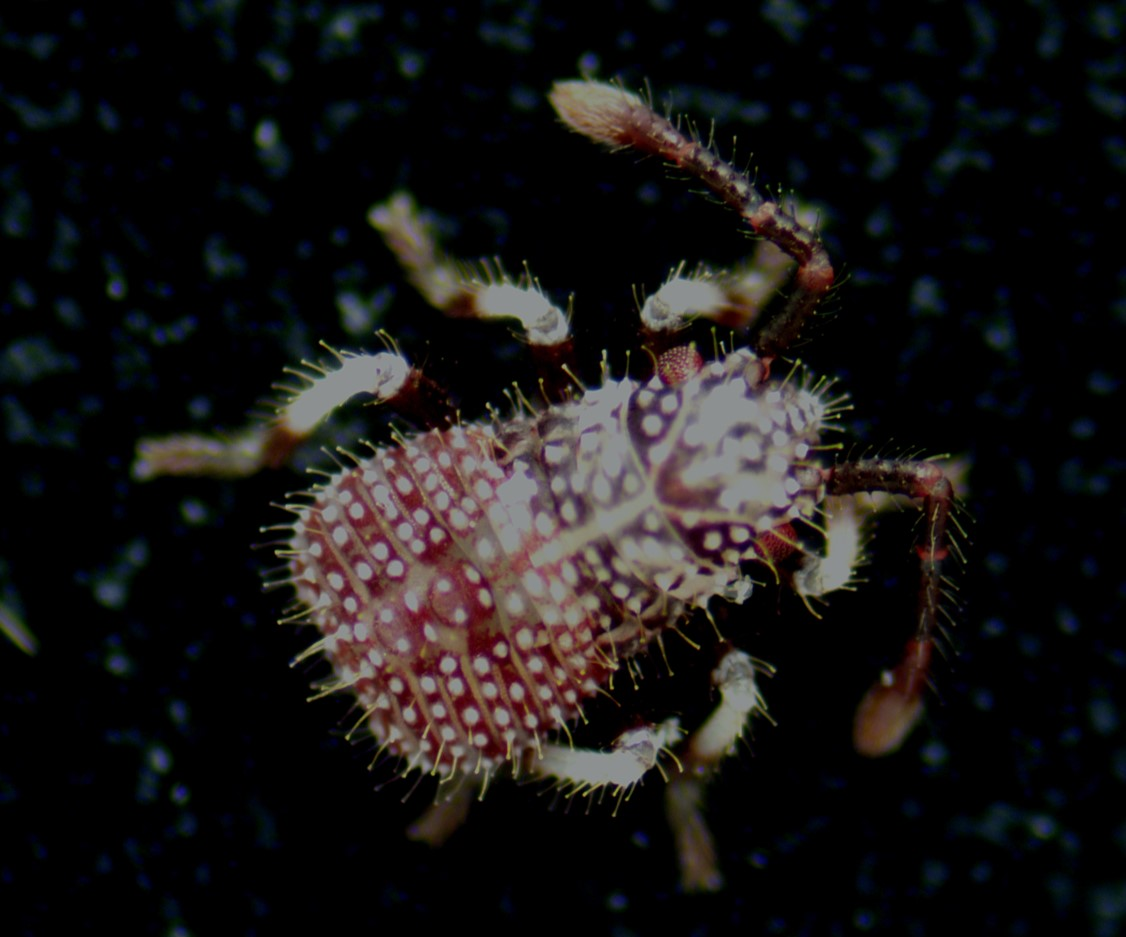
Erstes Nymphenstadium
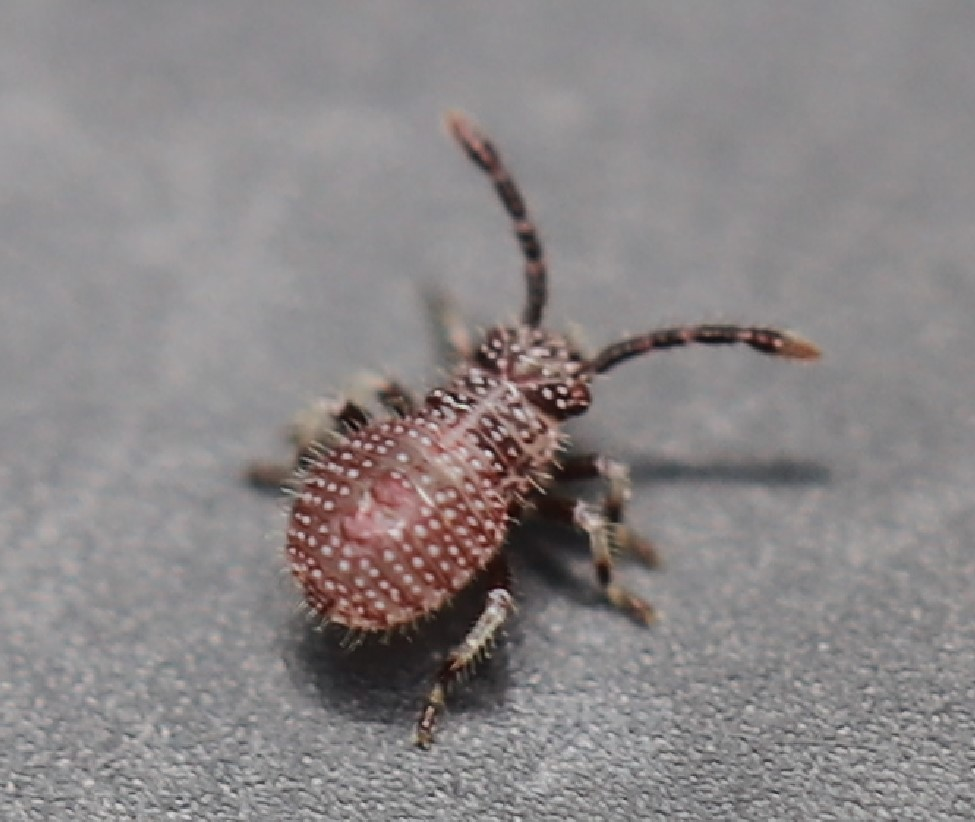
Nymphe 2 Tage nach Schlupf